# Походский наслег
Походский наслег — сельское поселение в Нижнеколымском районе Якутии (Россия). Расположен в низовьях Колымы.
В состав наслега входят:
- село Походск — 245 жит. (2010, перепись[2])
- село Амбарчик — 4 жит.
- село Две Виски — 0 жит.
- село Ермолово — 0 жит.
- село Крестовая — 0 жит.
- село Михалкино — 0 жит.
- село Нижнеколымск — 6 жит.
- село Тимкино — 0 жит.
- село Чукочья — 0 жит.

В наслеге проживает 246 чел. (на 1.01.2012). Из них 68,7 % — русские, 10,6 % — якуты, 9,3 % — чукчи.
В наслеге имеется Походская средняя школа, фельдшерско-акушерский пункт, детский сад, дом культуры, библиотека, культурно-спортивный центр, 2 магазина, пекарня, почта. Промышленность представлена дизельной электростанцией, обслуживающей нужды наслега. В наслеге на 1.1.2012 числилось 1549 домашних оленей и 10 голов крупного рогатого скота. Объём вылова рыбы составил в 2011 году 280 тонн.